# Lancaster (Pensylwania)
Lancaster – miasto w Stanach Zjednoczonych, w południowo-wschodniej części stanu Pensylwania, siedziba administracyjna hrabstwa Lancaster.
Liczba mieszkańców w 2000 r. wyniosła 56 436 osób.
W 1777 roku w Budynku Sądu (ang. Court House) zebrał się Drugi Kongres Kontynentalny.
W mieście rozwinął się przemysł maszyn rolniczych, chemiczny, elektrotechniczny, skórzany, odzieżowy oraz tytoniowy.
Miasto leży w strefie klimatu wilgotnego subtropikalnego, z gorącym latem, należącego według klasyfikacji Köppena do strefy Cfa. Średnia temperatura roczna wynosi 11,2 °C, a opady 1066,8 mm (w tym do 69,8cm opadów śniegu)